# Sochy (Lublin)
Sochy is een plaats in het Poolse district Zamość, woiwodschap Lublin. De plaats maakt deel uit van de gemeente Zwierzyniec en telt 376 inwoners.

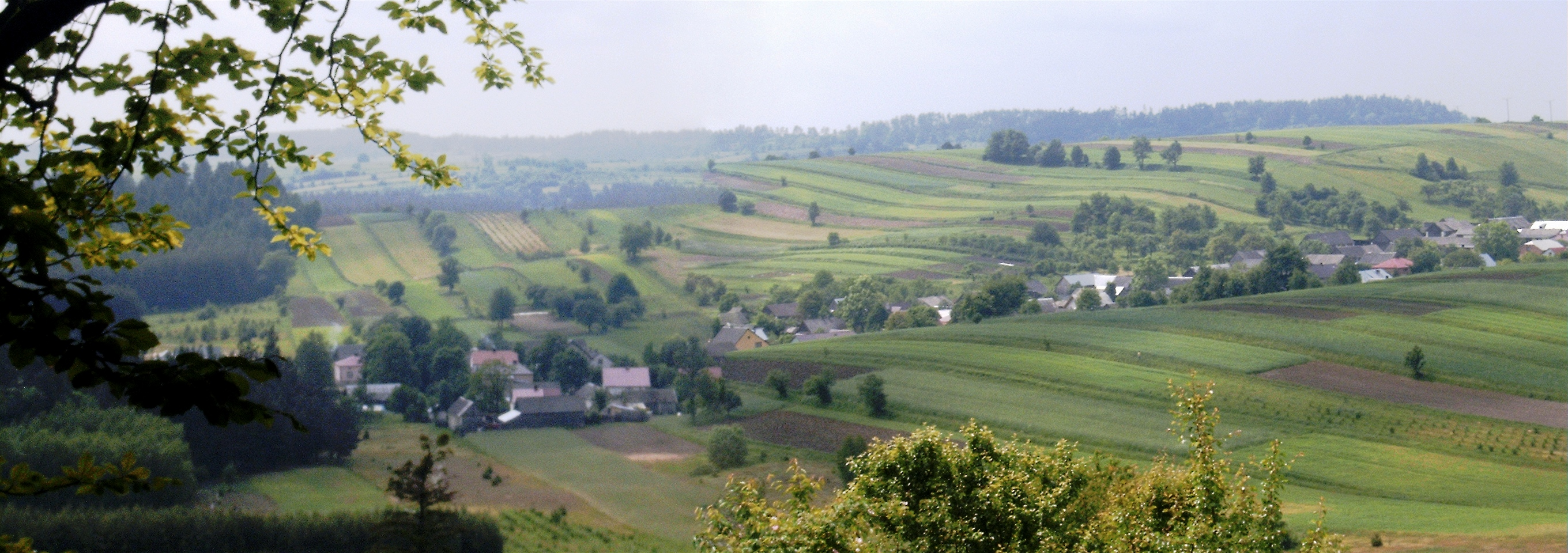
Gezicht op Sochy

Tijdens de Tweede Wereldoorlog vond hier op 1 juni 1943 het bloedbad van Sochy plaats waarbij het dorp werd platgebrand en 185 mensen om het leven kwamen als vergelding voor de steun van sommige dorpelingen aan de partizanen.